# Sołowji (obwód pskowski)
Sołowji (ros. Соловьи) – wieś (dieriewnia) w Rosji, w obwodzie pskowskim, w rejonie pskowskim. W 2010 liczyła 1252 mieszkańców.